# Sędzia-komisarz
Sędzia-komisarz – organ postępowania upadłościowego i restrukturyzacyjnego wyznaczany przez sąd upadłościowy albo restrukturyzacyjny w postanowieniu o ogłoszeniu upadłości albo otwarciu postępowania restrukturyzacyjnego lub w toku postępowania. Sędzia-komisarz wykonuje czynności przewidziane ustawą, niezastrzeżone dla sądu. W szczególności sędzia-komisarz kieruje tokiem postępowania, sprawuje nadzór nad czynnościami syndyka (w postępowaniu upadłościowym), nadzorcy sądowego i zarządcy, oznacza czynności, których syndykowi, nadzorcy albo zarządcy nie wolno wykonywać bez jego zezwolenia lub bez zgody rady wierzycieli, jak również zwraca uwagę na popełnione przez nich uchybienia. W zakresie swych czynności sędzia-komisarz ma prawa i obowiązki sądu i przewodniczącego.